# Portainjertos Malling

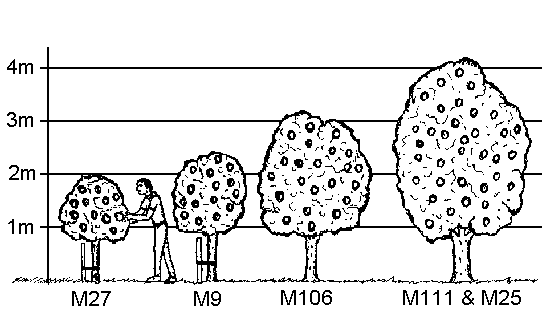
Para un cultivar moderadamente vigoroso,
la altura prevista del manzano según el portainjerto utilizado.

Los portainjertos Malling también llamados "Malling series" son una famosa gama de portainjertos para manzano común que debe su nombre a la estación de investigación de East Malling, en Inglaterra, donde fueron desarrollaron.
Una combinación de factores (tipo de suelo, vigor del injerto y elección del portainjerto) producirá un árbol de la altura deseada. 

## Historia
El uso de portainjertos para controlar el tamaño de los manzanos se remonta a hace más de 2000 años. Los portainjertos enanos se descubrieron probablemente por casualidad en Asia. Alejandro Magno envió ejemplares a su maestro Aristóteles que los cultivó en el Lyceum.
Los manzanos enanos se mencionan durante la Dinastía Song en China (del siglo XI al XIII). Originalmente, se propagaban se cortando las raíces para producir esquejes. Los manzanos enanos se extendieron primero en los jardines por su valor ornamental y su novedad. A menudo eran cultivados en pirámide, celosía o espaldera.
Los portainjertos de manzano más utilizados en la actualidad en el mundo proceden principalmente de Europa. Entre el siglo XVI y el siglo XIX, los horticultores dieron nombres a estos portainjertos. Entonces se hablaba de variedades "Paradis" (o "Paradis Français") o "Doucin" (o "Paradis Anglais"), siendo la primera más enana que la segunda. Sin embargo, estas variedades no estaban bien controladas. Muchos portainjertos nuevos aparecían bajo los mismos nombres, algunos de los cuales habían sufrido mutaciones genéticas o habían sido infectados por virus. A finales del siglo XIX, un autor describió catorce tipos de manzano Paradise. Esto llevó al Centro de Investigación de East Malling a recolectar estos especímenes para determinar su «identidad». Llegaron a la conclusión de que muchos ejemplares no eran dignos de su nombre. 
En 1912, Ronald Hatton comenzó a clasificar, probar y estandarizar  todos los portainjertos de manzano que se habían utilizado en Europa con diversos nombres durante cientos de años.
La primera serie se renombró y se numeró de la siguiente manera: 
| Potainjertos | Orígenes y comentarios | Vigor - Resistencias | Formas - Dimensiones | Cosecha después                                    |
| ------------ | --- | --- | --- | -------------------------------------------------- |
| M.I (M.1)    | anteriormente "Paraíso inglés con hojas anchas" | vigoroso | Copa, tallo bajo | -                                                  |
| M.II (M.2)   | antiguamente "Doucin de Fontenay" ("English Paradise"). Durante mucho tiempo, se ha considerado como un patrón de uso general pero con un comportamiento irregular (o demasiado vigoroso o demasiado débil). Afinidad mediocre con Gravenstein y Starking Delicious.                                          | vigorosa. Vive alrededor de 50 años. Sensible al áfido lanudo, sitios húmedos o asfixiantes. Buena recuperación de la cresta. | Copa, tallo bajo y palmeta. | 5 años                                             |
| M.III (M.3)  | Holly leaf of Malling | semienano, muy susceptible al fuego bacteriano del peral y del manzano. | - | -                                                  |
| M.IV (M.4)   | antiguamente "Doucin jaune de Holstein". Sistema de raíz superficial que sufre en la sequía y estolones subterráneos. | vigor promedio. Soporta mal la tierra pesada y húmeda. | - | -                                                  |
| M.V (M.5)    | antiguamente "Doucin amélioré" (Doucin mejorado) | vigoroso | - | -                                                  |
| M.VI (M.6)   | antiguamente "River's nonsuch paradise" | muy vigoroso | - | -                                                  |
| M.VII (M.7)  | antiguamente "Doucin Reinette" o "Doucin vert", creadas hacia 1688 en Francia. Produce raíces fuertes que tienden a formar turiones. Recomendado para variedades débiles o tipo Espuelas (lambourde se dice "spur" en inglés) pero no para variedades vigorosas como Granny Smith o Gravenstein.              | semi-enano. El doble de grande que M9. Se adapta bien a la tierra pesada. Resistente a la asfixia de las raíces, el frío y la sequía, es susceptible al cancro y la podredumbre de la corona. Ideal para suelos pobres o para huertos menos intensivos. | Pequeña copa en entrenudos cortos con formación de espuelas abundantes. | -                                                  |
| M.VIII (M.8) | antiguamente "french paradise" o "Clarke dwarf" | enano, sujeto a cancro y costra, muy poco resistente al frío. | - | -                                                  |
| M.IX (M.9)   | antiguamente "Pommier Paradis Jaune de Metz" (PAJAM). De una plántula favorable en Francia en 1828. Tres variantes más productivas son comunes : PAJAM 1 (10 % menos vigoroso, para ser utilizado en variedades vigorosas como Fuji o Gala), PAJAM 2 (10 % más vigoroso, para variedad de bajo vigor) y T337. | Enano. Muy extendido en Francia, Italia y Alemania. Su débil sistema radicular requiere un entutorado individual y tiene el inconveniente de atraer a roedores como conejos, liebres, topillos y ratones espigueros.                                    | Un árbol pequeño, de porte achaparrado, extendido y de vida corta (unos 25 años). Resistente al frío y la podredumbre de la corona (phytophthora) pero sensible a suelos demasiado secos o demasiado pesados (mal drenados), al fuego bacteriano del peral y del manzano y al oídio. También tiene una tendencia a crear turiones, es vulnerable al áfido lanudo de la manzana y fácilmente forma nudos | 4 años. Muchas frutas de color intenso y precoces. |

El M9 de origen en (Jaune de Metz) casi ya no se utiliza y es reemplazado por el B9 y Ginebra G11 o G41 resistente al fuego bacteriano.
El M.7, tolerante al fuego bacteriano, todavía se usa especialmente para manzanos columnares.
Más tarde, se agregaron otros 7 tipos de portainjertos a los primeros nueve, pero la mayoría ahora han desaparecido del comercio a excepción de M.XVI (M.16).
| Portainjertos | Orígenes y comentarios       | Vigor - Resistencias                                                            | Formas - Dimensiones | Cosecha después                            |
| ------------- | ---------------------------- | ------------------------------------------------------------------------------- | -------------------- | ------------------------------------------ |
| M.X (M.10)    | sin nombre, de origen alemán | muy vigoroso                                                                    | -                    | desarrollo de fruta excepcionalmente largo |
| M.XI (M.11)   | antiguamente "Doucin vert"   | muy vigoroso, susceptible al áfido lanudo y la costra de la corona              | -                    | -                                          |
| M.XII (M.12)  | sin nombre                   | extremadamente vigoroso, el más vigoroso de la serie.                           | -                    | -                                          |
| M.XIII (M.13) | sin nombre                   | muy vigoroso, muy sensible a la sequía                                          | -                    | -                                          |
| M.XIV (M.14)  | sin nombre, de origen alemán | Muy vigoroso, susceptible al áfido lanudo                                       | -                    | -                                          |
| M.XV (M.15)   | sin nombre, de origen alemán | un poco menos vigoroso que M.13 y M.14                                          | -                    | -                                          |
| M.XVI (M.16)  | Ketziner ideal               | muy vigoroso, más vigoroso que el manzano, bastante susceptible al áfido lanudo | -                    | -                                          |

El East Malling Center luego trabajó en otros tres portainjertos con nombre M.17, M.18 y M.19 pero parece que nunca se han comercializado.
En 1917, un segundo centro de investigación, el John Innes Horticultural Institute of Merton, cerca de Londres, se unió al centro de East Malling para crear nuevos portainjertos. Sus esfuerzos, principalmente dirigidos a encontrar portainjertos resistentes al áfido lanudo, dieron a luz a dos grupos de clones. El primero fue nombrado Merton Immune series (MI) M.I. 778-793 (1930),cruce de Northern Spy y de M.II (M.2), el único aún comercializado y comúnmente conocido Merton 793.
| Portainjertos | Orígenes y comentarios | vigor          | Ancho - Alto | Cosecha después |
| ------------- | --- | -------------- | ------------ | --------------- |
| M25           | M.2 × Northern Spy (1920s). Moderadamente sensible al áfido lanudo.                                                                     | Muy vigoroso   | -            | -               |
| M26           | M.16 x M.9 (1929). Sensible al fuego bacteriano. Moderadamente sensible al áfido lanudo. Requiere un tutor porque produce pocas raíces. | enano moderado | 2 metros     | 3 años          |
| M27           | M.13 × M.9 (1929). Requiere poco espacio pero da poca fruta. Necesita un suelo muy fértil y siempre estar mantenido por un tutor.       | muy enano      | 1m           | 1 año           |

Se crean muchos derivados de estos portainjertos diferentes, como por ejemplo Pillnitzer Supporter 4 (Pi.80), un cruzamiento M.9 x M.4 creado en 1921 en Pillnitz en Alemania. Es comparable a M.26 pero da una cosecha un 50% más abundante. Aproximadamente un 15 % más grande que M.7, los ensayos con McIntosh produjeron el doble. Además, se reproduce por acodamiento extremadamente fácil, lo que facilita su multiplicación. Su única falla es ser muy sensible al fuego bacteriano.

## Serie Malling-Merton
La segunda serie fue llamada "Malling-Merton" (MM) en 1952 y numerada de MM 101 a 115. La resistencia al áfido lanudo se obtuvo cruzando portainjertos con la variedad 'Northern Spy .
Entre 1950 y 1970, se crearon dos series eliminando por calor los virus presentes en la primera serie. La primera serie se llamó EM y las siguientes EMLA (series East Malling-Long Ashton). Estas series libres de virus se volvieron un poco más vigorosas que sus predecesoras "infectadas" y dieron árboles más grandes, complicando el trabajo de los fruticultores. Es por eso que MM.106 y MM.111 todavía se usan hoy en día.
| Portainjertos | Orígenes y comentarios | Vigor                                | Ancho-Alto   | Cosecha más tardía                         |
| ------------- | --- | ------------------------------------ | ------------ | ------------------------------------------ |
| MM104         | M.2 x Northern Spy. Buen anclaje pero teme la humedad y es susceptible a la asfixia de la raíz. | Vigorosa.                            | -            | Fructificación rápida a pesar de su vigor. |
| MM106         | M.1 x Northern Spy (1920s). Resistente al áfido lanudo pero no a la sequía. Diseñado para huertos industriales, este portainjerto tiene una corta vida de fruta de hasta 20 años. Sin embargo, se adapta bien a suelos pobres. | Moderadamente vigoroso               | 3 a 4 metros | 3 a 4 años                                 |
| MM109         | M.2 x Northern Spy. Insuficiente anclaje en tierra liviana. Miedo a la humedad del invierno. | Muy vigoroso pero no muy productivo. | -            | -                                          |
| MM111         | Merton 793 x Northern Spy (1920s).Abundante producción de fruta. Resistente a los áfidos lanudos y la sequía. | Vigoroso                             | 4 a 5 metros | 5 años                                     |

Desarrollado desde 1965, el M116 (MM106 x M27) está a disposición de los cultivadores desde 2001. Este portainjerto tiene la gran ventaja de ser resistente al áfido lanudo y a phytophthora.

## Nueva clasificación
Para simplificar los nombres de portainjertos, la universidad de Cornell situada en Geneva en el Estado de Nueva York clasificó sus portainjertos en orden de tamaño :
- 1 : M.27, muy enano,
- 3 : M.9, enano,
- 4 : M.26,
- 5 : entre M.26 y M.7,
- 6 : M.7,
- 7 : MM.106,
- 8 : MM.111,
- 10 : Semis.

Los portainjertos CG (por Cornell Geneva) 4202 y CG 4210 parecen ser los más prometedores.
Los portainjertos del género M9 ahora están obsoletos y reemplazados por G.41 resistente al fuego bacteriano y la pudrición de la corona. El Geneva 41 que procede del cruzamiento de Malus domestica "Malling 27" x Malus robusta "Robusta 5".